# Talha ibn Ubayd Allah
 (mars 2020).
Si vous disposez d'ouvrages ou d'articles de référence ou si vous connaissez des sites web de qualité traitant du thème abordé ici, merci de compléter l'article en donnant les références utiles à sa vérifiabilité et en les liant à la section « Notes et références ».
Talha ibn Ubayd Allah (en arabe : طلحة بن عبيد الله, trans Ṭalḥa Ibn ʿUbaidallāh), né en 594 ou 596 et mort en décembre 656, est l'un des compagnons de Mahomet (l'un des dix promis au paradis). Il a joué un rôle important lors de la bataille de Uhud. Il est mort pendant la bataille du chameau en décembre 656.

## Biographie

### Famille
Talha bin Ubayd Allah était un cousin d'Abû Bakr ; leur arrière-grand-père commun s'appelait `Amr ben al-Ka'b. Une de ses femmes était une juive de Syrie.

### Jeunesse (596-610)
Il est né vers 596. Talha était l'un des rares habitants de la Mecque sachant lire et écrire à l'avènement de l'islam. Bien que jeune, il accompagnait les commerçants qui faisaient le voyage La Mecque-Syrie en caravane. Lors d'un voyage, à Busrah (en Syrie) il fit la rencontre d'un moine qui lui prédit l'arrivée d'un prophète parmi son peuple dénommé "Ahmad, fils d'Abdallah".

### Époque de Mahomet (610-632)
Arrivé à La Mecque, sa femme le mit au courant que Muhammad ibn Abdullah se proclamait prophète et que Abou Bakr le croyait.
Il devint ainsi musulman par l'intermédiaire d'Abou Bakr, et fut l'un des premiers convertis.
À une occasion, Nawfal ibn Khuwaylid aurait attaché Abou Bakr et Talha ibn Ubayd-Allah avec une corde. Ils auraient dû à cet épisode leur surnom d'Al-Qareenayn, « les deux liés ensemble ».
Il conduisit la famille d'Abou Bakr à Médine au moment de l'Hégire. À Médine, il résida chez As'ad ibn Zurarah (en), qui fit partie des premiers convertis de la ville.
Il prit part aux mêmes batailles que Mahomet, à l'exception de la bataille de Badr. Mahomet l'avait envoyé avec Sa'id ibn Zayd pour espionner les mouvements de l'armée des Quraychites. Ils ne la rencontrèrent pas et quand ils revinrent, la bataille avait eu lieu, remportée par les musulmans. Ils obtinrent néanmoins leur part du butin.
Il participa à la bataille de Uhud. Une source sunnite raconte :

« Cette fois, les Quraychites avaient spécifiquement pris pour cible le messager d'Allah, Mahomet. Beaucoup d'importants Ansar (Musulmans de Médine) et Muhajirun (Musulmans émigrés de la Mecque), dont le brave combattant de l'Islam Hamzah bin 'Abdul Muttalib, un de ses cousins et un de ses oncles, avaient obtenu la Chahada (le martyre) durant la bataille. Talha ben Ubayd Allah et Sa'd bin Abu Waqqas restaient tout près du messager d'Allah, Mahomet, et le protégeaient de leur corps.
Sa'd bin Abu Waqqas essayait de tenir l'ennemi à distance en lui tirant des flèches. Talha ben Ubayd Allah jouait littéralement le rôle de bouclier humain devant le messager d'Allah, Mahomet, contre les attaques des Quraychites. Il était gravement blessé, mais continuait à le défendre. Il perdit deux doigts coupés par une épée, un de ses bras fut immobilisé par une lance plantée dans sa paume, il reçut une blessure profonde à la jambe et fut atteint à la tête par deux javelots. Il avait perdu beaucoup de sang mais continuait à défendre le messager d'Allah, Mahomet.
Talha ben Ubayd Allah avait reçu au total 70 blessures. Le messager d'Allah, Mahomet, déclara qu'il avait obtenu la Chahada de son vivant et l'appela un Chahid vivant (Martyr vivant). »

Enfin il participa au pèlerinage d'adieu.

### Époque d'Omar (634-644)
Le second calife, Omar ibn al-Khattab, le fit membre du conseil chargé de désigner son successeur composé d'Alî, Talha, Zubayr et Othman. Après la mort d'Omar, les délibérations durèrent trois jours, c'est Othman qui fut élu en novembre 644.

### Époque d'Uthman (644–656)
Des habitants de l'Égypte se sont révoltés contre Othman et contre son gouverneur Abd Allâh ibn Saad. Ils avaient commencé à prendre des contacts à Bassorah et Koufa pour destituer le calife et de le remplacer par l'un de leurs candidats à savoir Alî, Zubayr ou Talha. Le fils de Talha, Muhammad (en) était un ami d'Othman et il l'informa des bruits qui couraient à Médine sur cette conjuration. Othman convoqua Alî, Talha et Zubayr pour les mettre en garde. 
Les insurgés étaient divisés sur le choix du remplaçant d'Othman ; ceux d'Égypte étaient pour Ali. Ils lui ont remis une lettre exposant leur projet, Ali les renvoya. Les insurgés venant de Bassorah avaient pour candidat Talha, il reçurent le même refus de sa part.
Othman rencontra Ali lui demandant de faire partir ces insurgés, en contrepartie il ferait ce qu'Ali lui recommanderait. Abd-Allah ibn Ubayy étant décédé au temps du prophète, celui qui a envoyé le faux message portant la signature d'Othman c'est Marwan ibn El Hakam, commandant au gouverneur de réprimer ces insurgés à leur retour en Égypte. Le message a été intercepté et les insurgés sont revenus sur leurs pas à Médine pour mettre Othman en accusation. 
Les insurgés assiégèrent la maison d'Othman qui chargea Talha de diriger la prière à sa place. Les insurgés ont mis le feu à la maison  et l'ont mise à sac. Othman est mort au cours de cette mise à sac (17 juin 656), il fut enterré dans une nouvelle parcelle de terrain qu'il avait achetée de son vivant pour agrandir le cimetière d'Al Baqi'.
La nomination du nouveau calife mettait en présence Ali soutenu par les gens d'Égypte, Zubayr soutenus par ceux de Koufa et Talha soutenu par ceux de Bassora. Ali reçut immédiatement le soutien des Médinois. Il demanda à Talha et à Zubayr de lui prêter serment, ce qui fut fait le 24 juin 656,[réf. à confirmer].

### Époque d'Ali (656–661)
Talha fit partie de ceux qui combattirent en 656 le quatrième calife (Ali ibn Abi Talib) à la Bataille du Chameau, pour venger l'assassinat d'Uthman. Au cours du combat, il fut atteint d'une flèche, tirée selon certains par un de ses propres soldats, Marwan ibn Al-Hakam. Il fut conduit en sécurité et mourut plus tard de sa blessure.

## Descendance
De son mariage avec Hammanah bint Jahsh, sœur de Zaynab bint Jahsh, il eut un fils nommé  Muhammad ibn Talha, qui mourut aussi à la bataille du Chameau.
De son mariage avec Oumm Koulthoum bint Abou Bakr, il eut trois enfants :
- Zakariyyah ibn Talha
- Youssouf ibn Talha
- Aïcha bint Talha

Il eut aussi une fille nommé Oumm Ishaq bint Talha. Elle épousa Hassan, le fils d'Ali, et eut un fils nommé Talha ibn al-Hassan. Après la mort de son premier mari, Oumm Ishaq épousa son frère Hussein dont elle eut une fille nommée Fatima bint al-Hussein.